# Pitama hermesalis
Pitama hermesalis là một loài bướm đêm trong họ Crambidae.